# Walter Baumgartner (compositor)
Walter Baumgartner (16 de noviembre de 1904 – 3 de octubre de 1997) fue un compositor y músico de jazz suizo.

## Biografía
Nacido en Sevelen, Suiza, su nombre completo era Walter Ernst Baumgartner. Baumgartner estudió literatura en París, y más tarde composición en la Escuela Superior de las Artes de Zúrich bajo dirección de Volkmar Andreae. Atleta, representó a Suiza en los campeonatos universitarios de Europa celebrados en Roma. 
En 1934 fundó la orquesta de swing The Magnolians junto al saxofonista Eddie Brunner, siendo su inspiración los músicos Glenn Miller y Benny Goodman.  Con la orquesta actuó en el teatro de variedades de Zúrich Corso, llevando a cabo también diferentes grabaciones. En 1935 se creó en la Escuela de Zúrich una clase de jazz que Baumgartner dirigió hasta el año 1947.
Durante la Segunda Guerra Mundial fue profesor en Zúrich, Meilen y Grüningen. En esa época hizo arreglos de canciones schlager para artistas como Vico Torriani, Lys Assia o el trío Geschwister Schmid.
A partir de 1944 escribió música de bandas sonoras. La primera fue para el documental de defensa nacional espiritual Heilende Schweiz. En total compuso música para una cincuentena de documentales y anuncios comerciales, para lo cual contrató a diferentes músicos de jazz.
Se dio a conocer como músico cinematográfico con el film Palace Hotel (1952). Baumgartner compuso para distintas productoras, pero su colaboración con Erwin C. Dietrich fue particularmente exitosa. Entre 1952 y 1990 trabajó en 83 composiciones para largometrajes. Destaca su música en películas de Kurt Früh rodadas entre 1955 y 1972.
También escribió música swing para espectáculos de cabaret, colaborando con artistas como Margrit Rainer, Ruedi Walter, Helen Vita, Erich Kästner, Werner Wollenberger, o Harro Lang, a quien acompañaba al piano. La Biblioteca Central de Zúrich posee más de 700 de sus partituras.
Baumgartner también fue miembro del consejo de administración de la Sociedad Suiza para los Derechos de Autor de Obras Musicales.
En 1956 se casó con la actriz Helen Vita, con la que tuvo dos hijos. Su sobrino es el director de fotografía Peter Baumgartner. La pareja trabajó a menudo en producciones de Erwin C. Dietrich.
Walter Baumgartner falleció en Zollikerberg, Suiza, en 1997.

## Filmografía (selección)
- 1952: Palace Hotel
- 1952: Die Venus von Tivoli
- 1955: Polizischt Wäckerli
- 1956: Oberstadtgass
- 1957: Bäckerei Zürrer
- 1959: Café Odeon
- 1959: Hinter den sieben Gleisen
- 1960: Der Teufel hat gut lachen
- 1961: Demokrat Läppli
- 1963: Im Parterre links
- 1963: Die Nylonschlinge
- 1966: Der Würger vom Tower
- 1968: Unruhige Töchter
- 1968: …und noch nicht sechzehn
- 1968: Die Nichten der Frau Oberst
- 1969: Champagner für Zimmer 17
- 1969: Schwarzer Nerz auf zarter Haut
- 1970: Ich – ein Groupie
- 1970: Django Nudo und die lüsternen Mädchen von Porno Hill
- 1971: Blutjunge Verführerinnen
- 1971: Die Stewardessen
- 1972: Der Fall
- 1973: Eine Armee Gretchen
- 1974: Frauen, die für Sex bezahlen
- 1975: Rolls Royce Baby
- 1976: Jack the Ripper – Der Dirnenmörder von London
- 1977: Greta – Haus ohne Männer
- 1977: Liebesbriefe einer portugiesischen Nonne
- 1977: Die Sklavinnen
- 1977: Das Frauenhaus
- 1977: Tänzerinnen für Tanger
- 1979: Sechs Schwedinnen im Pensionat
- 1979: Die Nichten der Frau Oberst
- 1980: Sechs Schwedinnen von der Tankstelle
- 1981: Sechs Schwedinnen auf Ibiza
- 1982: Heißer Sex auf Ibiza
- 1983: Sechs Schwedinnen auf der Alm
- 1988: Der Commander
- 1988: Ein Schweizer namens Nötzli
- 1990: Der doppelte Nötzli

## Radio (música)
- 1954: Leonhard Frank: Draußen vor der Tür – dirección de Walter Ohm (Bayerischer Rundfunk)